# Fursjön (Kalvs socken, Västergötland)
Fursjön är en sjö i Svenljunga kommun i Västergötland och ingår i Ätrans huvudavrinningsområde. Sjön har en area på 0,329 kvadratkilometer och ligger 130,1 meter över havet. Vid provfiske har bland annat abborre, braxen, gädda och löja fångats i sjön.

## Delavrinningsområde
Fursjön ingår i det delavrinningsområde (634980-133470) som SMHI kallar för Utloppet av Kalvsjön. Medelhöjden är 147 meter över havet och ytan är 39,38 kvadratkilometer. Räknas de 21 avrinningsområdena uppströms in blir den ackumulerade arean 476,55 kvadratkilometer. Lillån (Kalvån) som avvattnar avrinningsområdet har biflödesordning 2, vilket innebär att vattnet flödar genom totalt 2 vattendrag innan det når havet efter 98 kilometer. Avrinningsområdet består mestadels av skog (59 procent). Avrinningsområdet har 7,88 kvadratkilometer vattenytor vilket ger det en sjöprocent på 20 procent.

## Fisk
Vid provfiske har följande fisk fångats i sjön:
- Abborre
- Braxen
- Gädda
- Löja
- Mört